# Supersexymarket
Supersexymarket, noto anche come Le tre grazie, è un film del 1979 diretto da Mario Landi.

## Trama
Una donna dal seno prosperoso si spoglia nei centri commerciali per attirare l'attenzione e permettere così al suo complice di compiere qualche piccolo furto.

## Produzione
Girato nel 1975 insieme a Il viziaccio.